# ديك ميرفي (سياسي)
ديك ميرفي (بالإنجليزية: Dick Murphy) هو قاضي ومحامي وسياسي أمريكي، ولد في 16 ديسمبر 1942 في أوك بارك في الولايات المتحدة. حزبياً، نشط في الحزب الجمهوري.